# Clidemia pakaraimae
Clidemia pakaraimae är en tvåhjärtbladig växtart som beskrevs av John Julius Wurdack. Clidemia pakaraimae ingår i släktet Clidemia och familjen Melastomataceae. Inga underarter finns listade i Catalogue of Life.